# Startpage
Startpage為一荷蘭公司Startpage B.V.所推出的搜尋引擎服務，其前身為元搜尋引擎Ixquick，Startpage當時Ixquick旗下之服務，兩者於2016年改為合併並改為現名。Startpage以強調對使用者隱私的保護聞名。
Startpage后台使用Google搜索API，所以具有跟Google相同的搜索品質。但是其傳送到Google服务器的內容僅包含搜索关键字，Google不会获取到除此以外的头字段和cookie等資訊。

## 歷史
Ixquick最早於1998年推出，創辦人為David Bodnick，並於2005年3月23日推出更新版本。
2009年1月28日起，Ixquick停止记錄用戶IP地址。